# Bat-Erdene Mungunzul
Bat-Erdene Mungunzul (provincie Orhon, 7 januari 2005) is een Mongoolse schaakster. In 2014 behaalde ze de FIDE-titel kandidaat-meester bij de vrouwen (WCM). In 2022 won ze een individuele gouden medaille in de 44e Schaakolympiade. 
Als inwoonster van de provincie (ajmag) Orhon, is Mungunzul lid van de Khangarid sportvereniging in Erdenet, de hoofdstad van Orhon.   

## Jeugdjaren en opleiding
Bat-Erdene Mungunzul werd op 7 januari 2005 geboren in de Mongoolse provincie Orhon. Haar ouders zijn Tsevelmaa en N. Bat-Erdene, en ze heeft vijf broers en zussen.  Haar moeder is afkomstig uit Tarialan, in de provincie (ajmag) Uvs.  
Mungunzul begon op vijfjarige leeftijd met schaken. 

## Schaakcarrière
In 2015 nam Mungunzul deel aan het Aziatisch schaakkampioenschap voor jeugd, dat werd gehouden in Suwon, Zuid-Korea, en werd tweede in categorie meisjes tot 10 jaar.
In 2019 nam Mungunzul deel aan het Wereldkampioenschap schaken voor jeugd, gehouden in Mumbai, India. Zij was aanvankelijk leidend in de categorie meisjes tot 14 jaar, maar werd uiteindelijk voorbijgestreefd door Rakshitta Ravi.  Mungunzul eindigde het toernooi op de vierde plaats.   
In 2022, op de 44e Schaakolympiade, gehouden in Chennai, India, behaalde Mungunzul een individuele gouden medaille aan het vierde bord, ze eindigde met een performance rating 2460. 
In september 2022 was haar Elo-rating 2316.

## Externe koppelingen
- (en)   Informatie over schaakpartijen van Bat-Erdene Mungunzul op ChessGames.com
- (en)   Informatie over schaakpartijen van Bat-Erdene Mungunzul op 365chess.com
- (en)  FIDE-ratinggegevens voor Bat-Erdene Mungunzul